# 教育 (教育科学研究会)
『教育』（きょういく）は、教育科学研究会が編集にあたり、旬報社が発行元となっている月刊誌。

## 前史：戦前期の教育科学研究会と『教育』
岩波書店は、1931年から1933年にかけて阿部重孝、城戸幡太郎、留岡清男らによる講座『教育科学』を刊行し、その付録を母体として、1933年4月に雑誌『教育』が発行されるようになった。初期の『教育』には、戸坂潤、羽仁五郎、矢内原忠雄、宮本百合子など、社会主義者や自由主義者の寄稿が掲載されていた。1937年5月には教育科学研究会が結成されたが、やがて大政翼賛会の体制に組み込まれ、1941年5月に教育科学研究会は解散し、1944年3月には『教育』も廃刊されるに至った。

## 『教育』の「復刊」以降
第二次世界大戦後、教育科学研究会の再建を模索した宗像誠也、宮原誠一、勝田守一らによって、まず『教育』が1951年11月に国土社を発行元として「復刊」し、さらに1952年3月に開催された大会によって、教育科学研究会が再建された。
「復刊」以降、長らく国土社が発行元であったが、2012年4月からはかもがわ出版に変わり、さらに2020年4月からは旬報社が発行元となっている。

## 編集長
戦後の教育科学研究会においては、委員長、事務局長と並んで『教育』編集長が三役に位置付けられてきた。初代の勝田守一をはじめ、数多くの教育学者たちが『教育』の歴代編集長を務めた。編集長経験者には、勝田守一、古川原、五十嵐顕、大田堯、山住正己、北田耕也、柴田義松、中内敏夫、堀尾輝久、宇田川宏、坂元忠芳、志摩陽伍、田中孝彦、小島昌夫、奥平康照、汐見稔幸、佐貫浩、須藤敏昭、藤田和也、鈴木聡、野々垣務、佐藤広美、細金恒男、久冨善之、佐藤博、佐藤隆、片岡洋子、南出吉祥らがいる。